# 福岡IT講師殺害事件
福岡IT講師殺害事件（ふくおかITこうしさつがいじけん）とは、2018年6月24日に福岡県福岡市中央区大名の官民協働型施設にて発生した殺人事件。
被害者は著名なブロガーであり、直接面識がない加害者の逆恨みによる犯行である。インターネット上でのトラブルが現実社会に影響を及ぼした事件として社会に衝撃を与えた。

## 事件の概要
東京都江東区のインターネットセキュリティ会社に勤務する被害者A（以後A）は、「Hagex」というハンドルネームでブログ「Hagex-day info」を運営しており、インターネット上のトピックを拾い出して独自の視点で伝えるスタイルで人気を博していた。同名義でネットに関する著書も出版している。
福岡県福岡市に住む無職の犯人X（以後X）は、2016年頃からポータルサイトはてなが運営するはてなブックマークやはてな匿名ダイアリーに出没し、複数のユーザーに誹謗中傷のコメントを送り、通報されてアカウントが凍結されても新規のアカウントを再取得して同じ事を繰り返すという迷惑行為を行っていた。Xは中傷コメントに「低能」という表現を多用したため、他ユーザーからは「低能先生」との呼び方が定着していた。
Xからの中傷を受けていた一人であるAは、2018年5月に上記のXの行動と「低能先生」と呼ばれていることを説明した上で、Xから被害を受けたら運営に対して「低能先生です」とだけ書けば迅速に対処（アカウント凍結）される事を2018年5月にブログで紹介した。
これに逆上したXは、6月24日にAが地元福岡市にある創業支援施設「福岡グロースネクスト」（旧大名小学校跡地）で開催されるセミナーに講師として来訪する事を知ると、当日現地に出向いて待ち伏せし、セミナーが終了した午後9時に1階トイレでAを襲撃。刃渡り16.5cmの包丁で何度も刺されたAはほぼ即死だった。
Aの殺害後、Xは24日深夜になって凶器の包丁を持って交番に出頭。福岡県警は殺人容疑および銃刀法違反容疑で緊急逮捕した。
2019年11月20日、福岡地裁は懲役18年の判決を下した。検察、弁護側双方とも控訴期限の12月4日までに控訴せず、懲役18年の判決が確定した。

## 犯人
犯人Xは学校の成績が優秀で、九州大学文学部に進学していたが、留年を繰り返して中退。以後はラーメンの製麺工場で働いていたが2012年に退職し、アパートに引きこもってインターネットに没頭していた。精神科医の片田珠美は「自分自身が「低脳」と中傷される不安と恐怖を払拭するためにこそ、他人を「低脳」と罵倒せずにはいられなかったのだろう」と述べている。

## 犯行声明
犯行終了後、出頭の間にXは「はてな匿名ダイアリー」に、自分に批判を行った他のユーザー達を対象とした「最後の書き込み」を行った。この書き込みは、インターネット上で他の利用者から「ネット弁慶」「『低能先生』に人を殺せる筈がない」と言われたことなどを受けた内容で、「おいネット弁慶卒業してきたぞ。改めて言おう。これが、どれだけ叩かれてもネットリンチをやめることがなく〈中略〉俺を『低能先生です』の一言でゲラゲラ笑いながら通報＆封殺してきたお前らへの返答だ」などと書き込まれており、東京の「はてな」本社に向かおうとする計画だったが断念したこと、書き込みをした後「自首を行う」としたことが述べられていた。

## その他
本事件は「加害者と被害者がネット上でトラブルがあった」と見られることもあるが、両者が相互に対し批判的な態度をとることはあっても、実際にAとXがネット上で直接やり取りをした事実はない。
Aのブログの中で「炎上ネタ」として取り上げられることが多かったはあちゅうやイケダハヤトは、Aの死に対して追悼のメッセージを残している。
2ちゃんねる元管理人の西村博之は、「ネット上でお互いに顔を知らない同士で揉めるのはあるけど、殺人事件まで行ったケースは日本では初めてな気がします」とコメントしている。
インターネットニュース編集者の中川淳一郎は、加害者Xについて「秋葉原通り魔事件の犯人に似ている」とし「大事な居場所である『はてな』でボコボコに通報されまくり、運営さえも自分に牙を向けたと思ってしまったのではないでしょうか」「（Xにとって）やっと見つけた居場所が『はてな』だった。それを奪われるのが怖くなり、奪った連中に復讐しようと考えたのではないでしょうか」と犯行の動機を推測している。